# Лесная (река, впадает в залив Шелихова)
Лесна́я (устар. Уемлян) — река на полуострове Камчатка в России.
Длина реки — 119 км. Площадь водосборного бассейна — 3560 км². Впадает в Охотское море. Протекает по территории Тигильского района Камчатского края.
На правом берегу находятся озёра Медведь Упал, Нотайглан.

## Топоним
Названа русскими казаками в начале XVIII века. Корякское название Вэемлен — «ломаная река», это из-за крутых и резких поворотов русла. Впервые нанесена на карту С. У. Ремезововым в конце XVII века.

## Притоки
Объекты перечислены по порядку от устья к истоку.
- 16 км: Правая Лесная, Веайтымлываям
- 22 км: река без названия
- 36 км: Акакатын
- 42 км: Кыррагонайваям
- 50 км: Илканныхтап
- 58 км: Тайнегитгинваям
- 61 км: Вайчеч-Айненваям
- 66,6 км: Тклеваям
- 66,8 км: Вай-Гечанана
- 76 км: Ватапваям
- 76,5 км: Лехай-Гитгиваям
- 100 км: Тыхляваям

## Данные водного реестра
По данным государственного водного реестра России относится к Анадыро-Колымскому бассейновому округу.
По данным геоинформационной системы водохозяйственного районирования территории РФ, подготовленной Федеральным агентством водных ресурсов:
- Код водного объекта в государственном водном реестре — 19080000112120000037751